# 大船観音寺
大船観音寺（おおふなかんのんじ）は、神奈川県鎌倉市岡本一丁目にある曹洞宗の寺。大船観音と通称される全長約25メートルの巨大白衣観音像で知られる。

## 概要
JR東日本（東海道本線・横須賀線・根岸線）、湘南モノレールの大船駅西口より徒歩10分程度。
シンボルともなっている大船観音の他にも、原子爆弾による犠牲者を弔う「原爆被災祈念碑」・「戦没慰霊碑」など第二次世界大戦による犠牲者を弔う碑や、地蔵尊などが立ち並ぶ。

## 沿革
護国観音を建立するために1927年（昭和2年）2月、護国大観音建立会の趣意書を作成。1954年（昭和29年）11月2日、護国大観音建立会が消滅し、財団法人・大船観音協会を設立。なお、大船観音協会には、曹洞宗管長の高階瓏仙や、東京急行電鉄（現在の東急）の初代社長・五島慶太の名前を始め、各界の著名人の名が見える。
1979年（昭和54年）12月25日、大船観音協会の解散と宗教法人への移行を決定。財団法人・大船観音協会は、1981年（昭和56年）11月30日に解散し曹洞宗の包括下にある大船観音寺として、1981年（昭和56年）11月20日に宗教法人となった。

## 大船観音
大船観音は1929年（昭和4年）、護国観音として築造が開始され、1934年（昭和9年）には輪郭が出来上がっていたが、昭和恐慌など経済情勢の悪化により、築造は中断。その後、20年以上放置される。第二次世界大戦後、財団法人大船観音協会が設立され、1960年（昭和35年）4月に完成した。
観音本体は地上に見えている部分のみの胸像であり、下半身のある立像が山の中に埋まっているものではない。当初は奈良の大仏の2倍近い立像となる計画であったが、建設地の調査を行った結果、立像を築造した場合に地山が東に崩壊する可能性が判明し胸像に変更されている。内部にはサロン風の展示室が整備されており、「大船観音協会 施工大成建設」のプレートや縮小版の観音像、写真パネル等を見ることができる。
現在、大船観音は大船のシンボルとして位置付けられ、夜間にはライトアップされるなど、観光名所となっている。ライトアップの色は、2006年（平成18年）より、それまでの緑色からオレンジ色に変更された。
さらに観音像へは、日本人ばかりではなく、東南アジア（特に華僑・上座部仏教信者）などからの参拝客も多く、奉納された灯籠には多国籍な名前が並ぶ。こうしたアジアからの参拝客の増加を受け、1999年（平成11年）より台湾やスリランカなどから僧を招き、法要を行い、各国の民族舞踊を奉納する「ゆめ観音in大船」という祭りが開催されるようになった。2009年（平成21年）、正力松太郎賞を受賞。

## ギャラリー

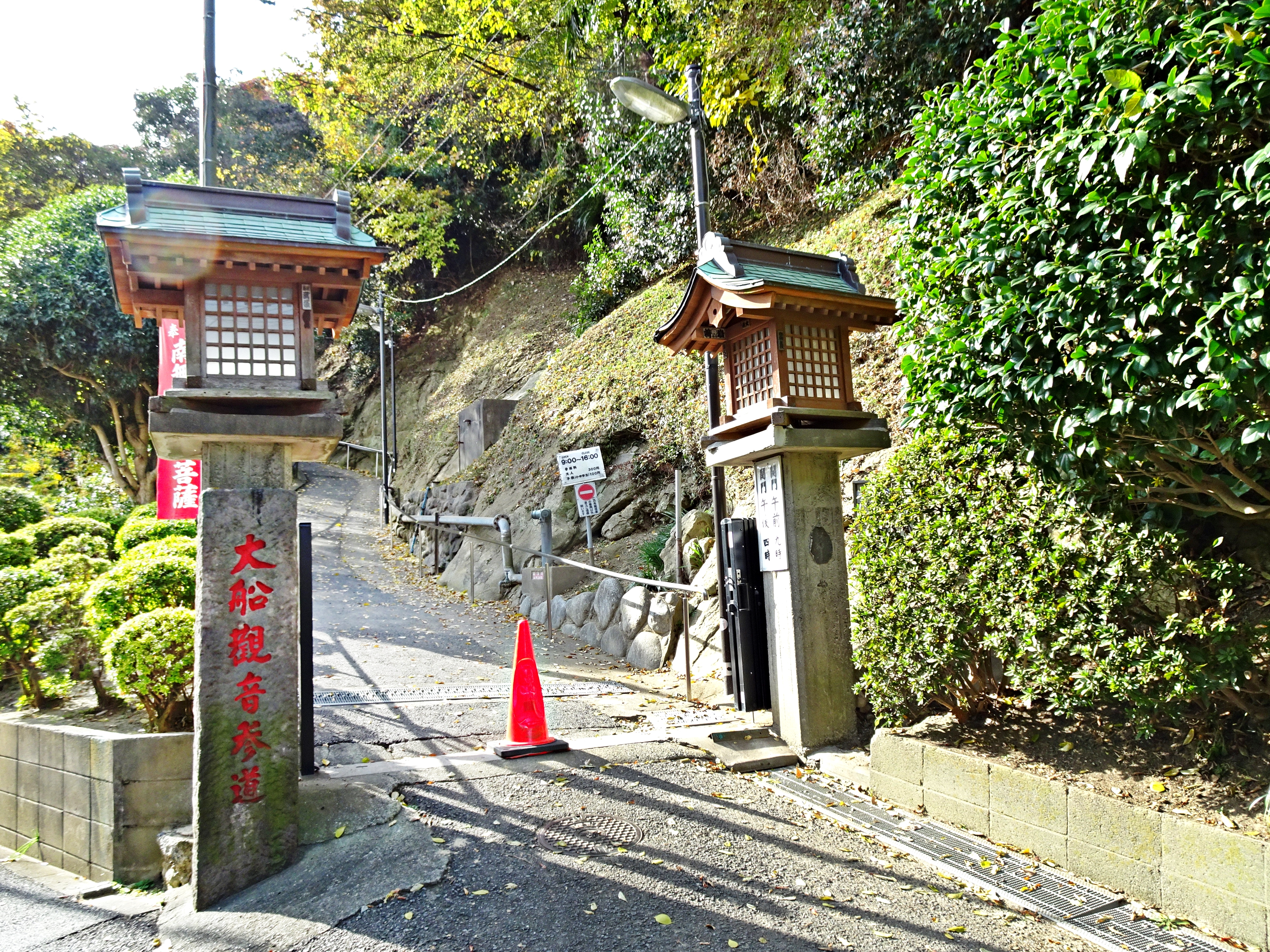
参道
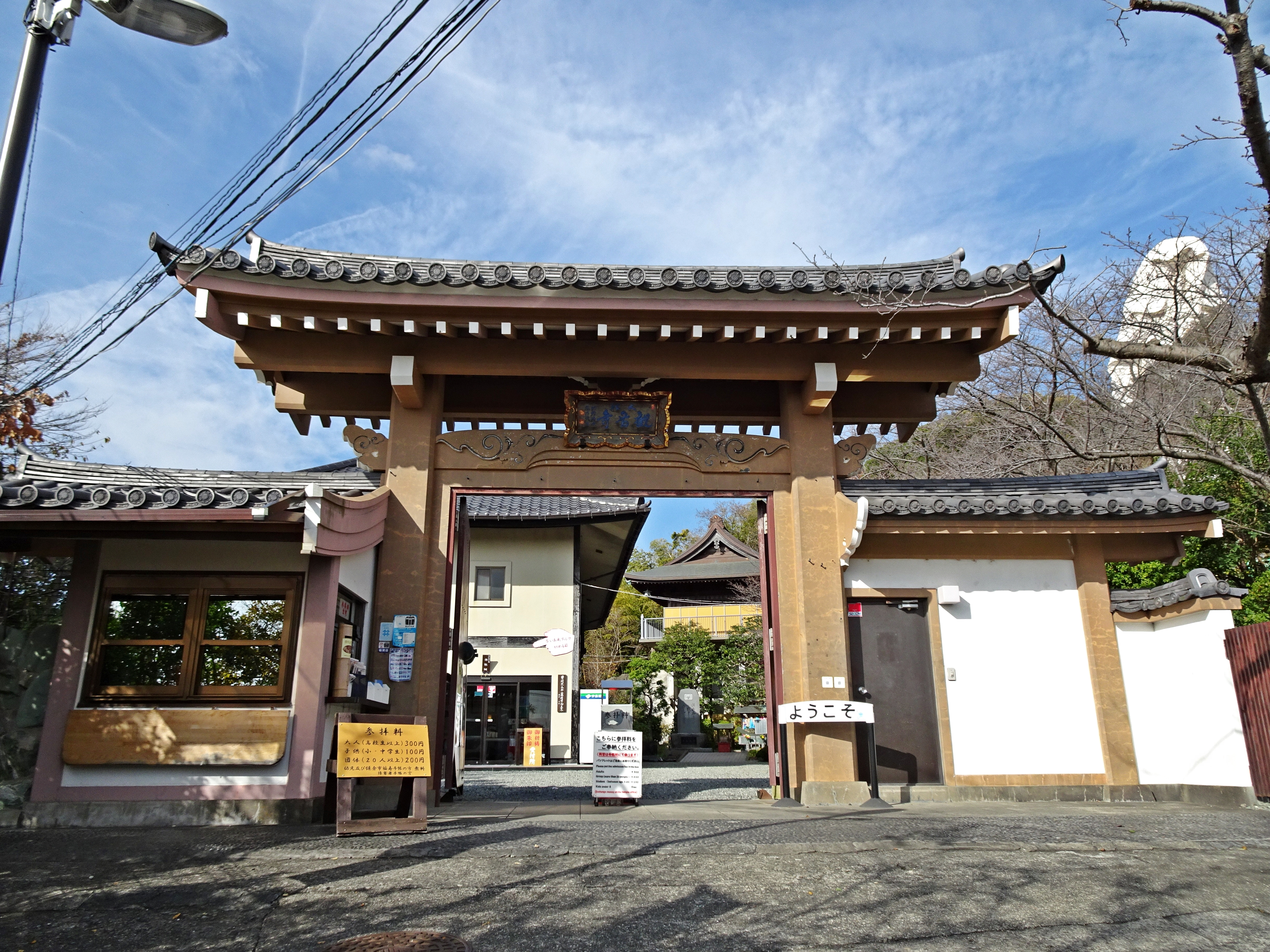
山門
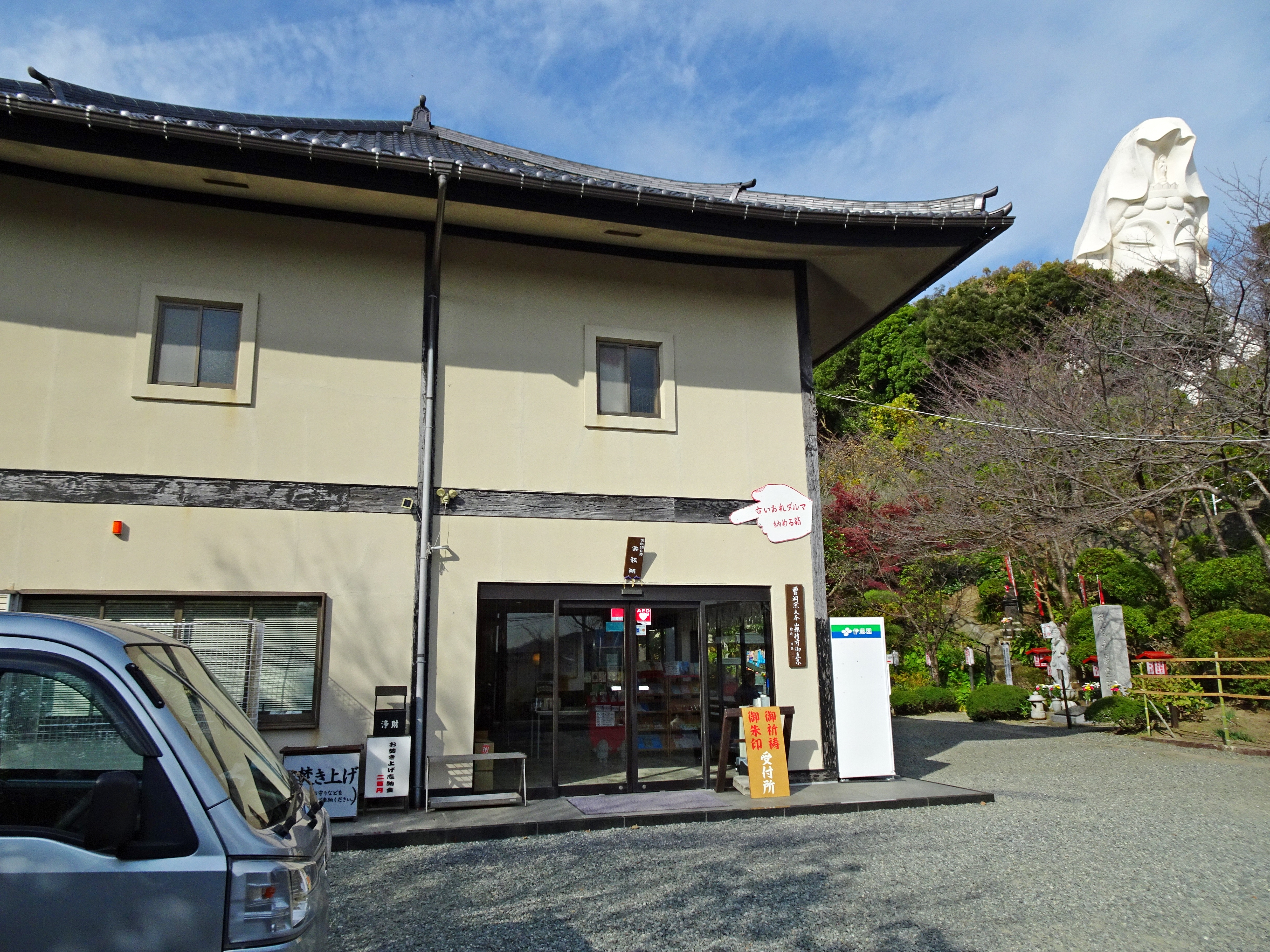
本堂
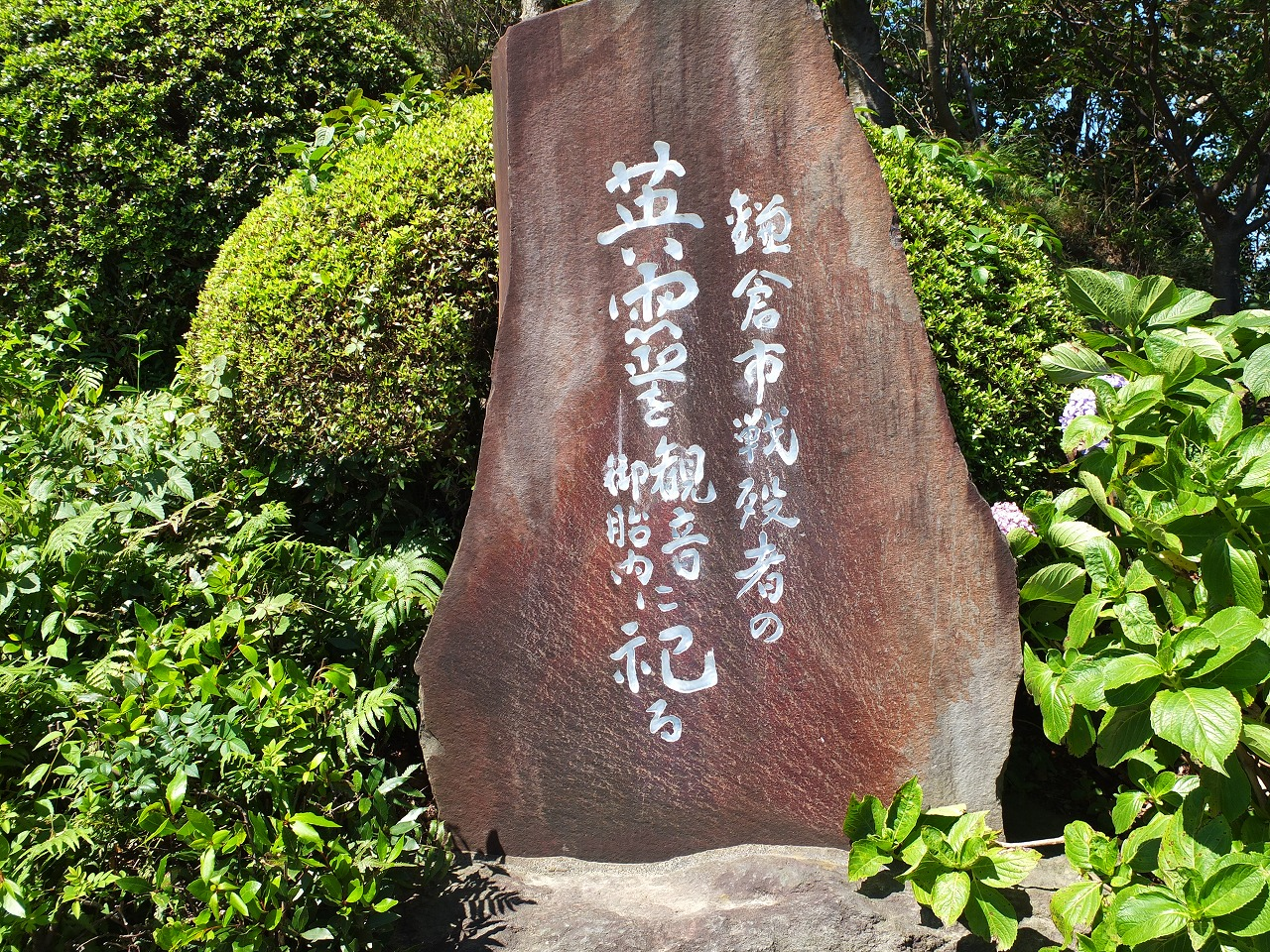
高階瓏仙筆の石碑
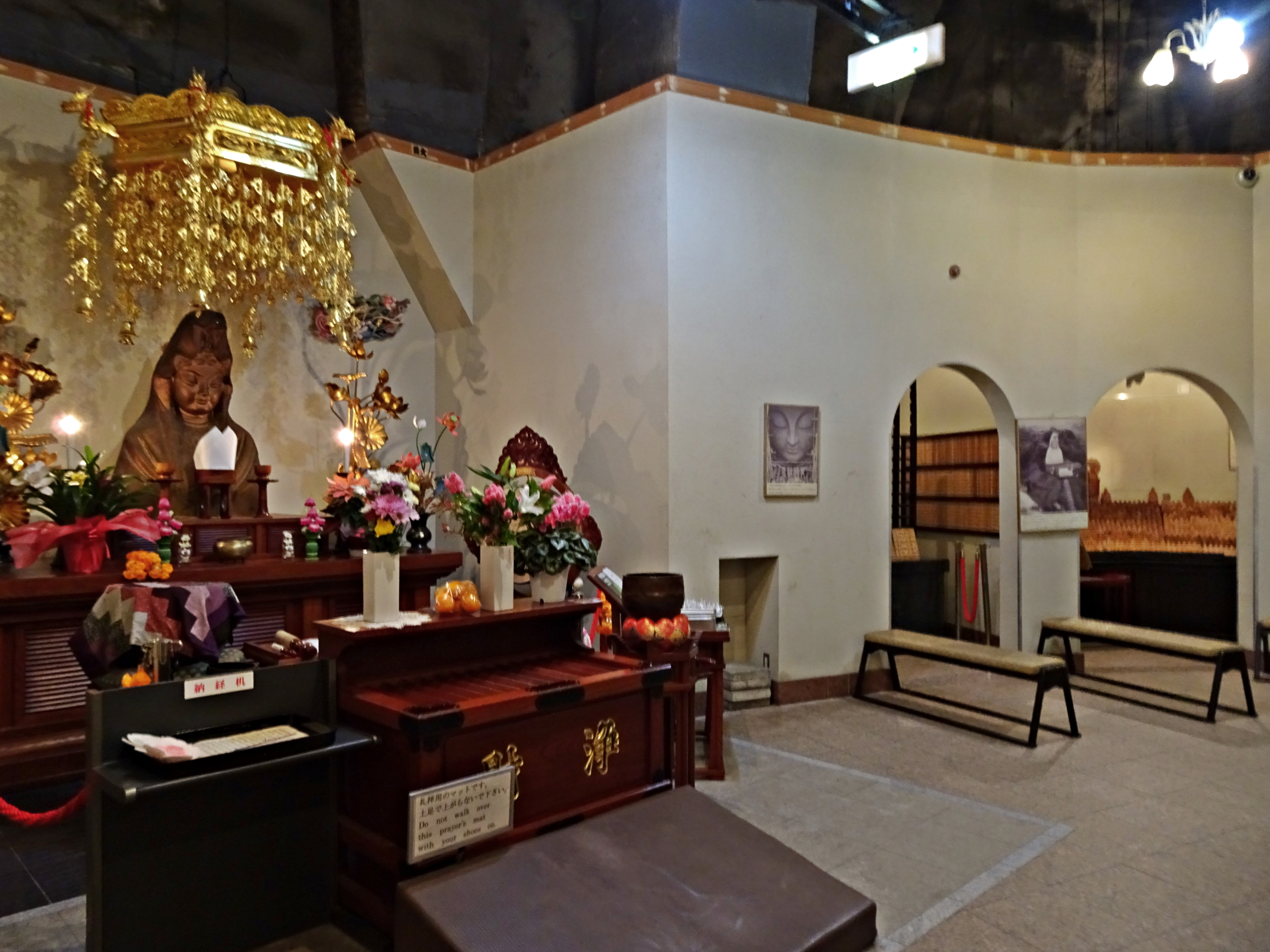
観音像の内部
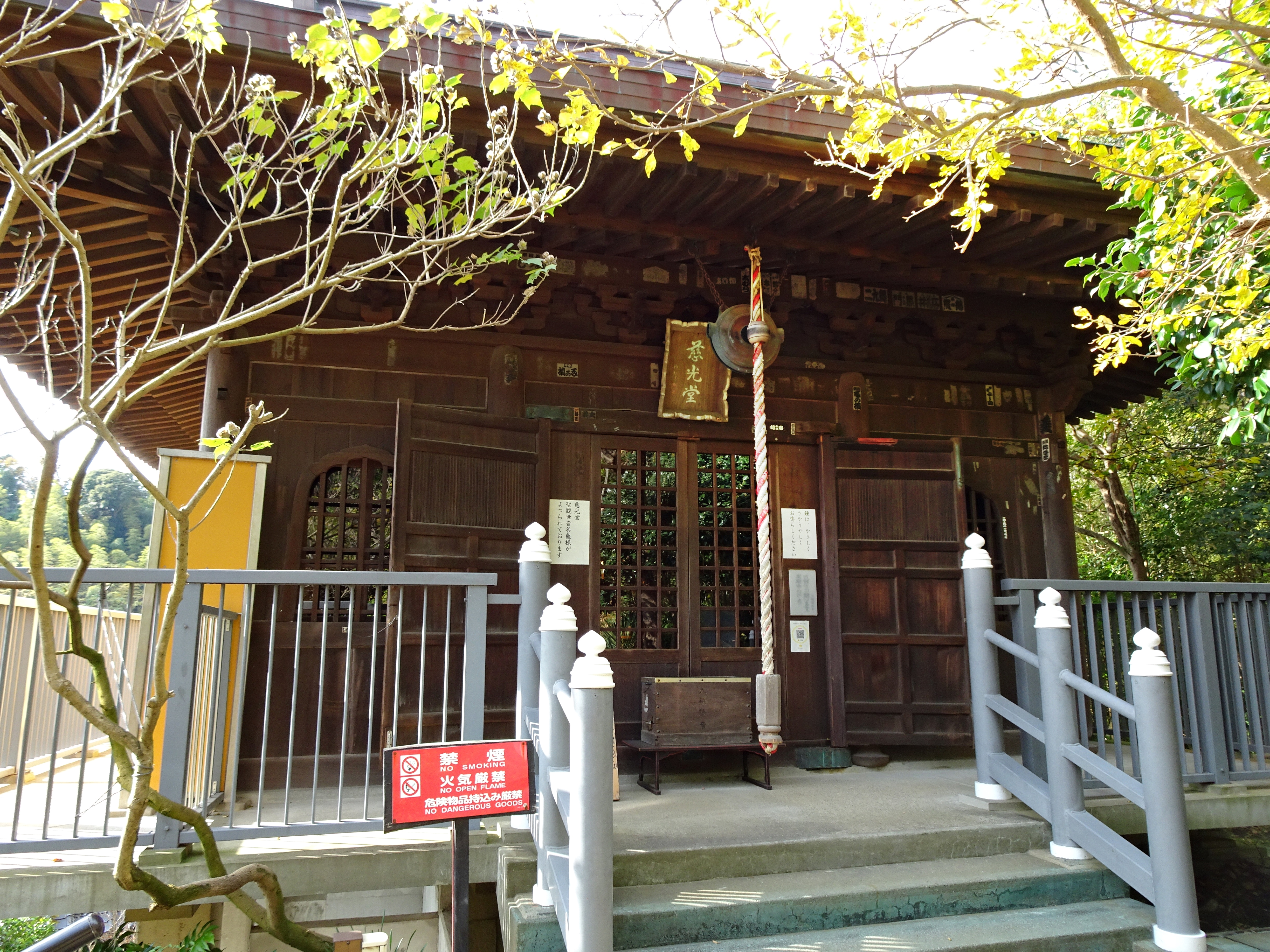
大船観音寺慈光堂
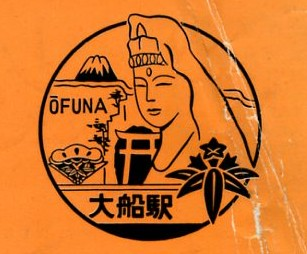
1958年（昭和33年）、大船駅70周年記念に作成された駅スタンプ

## キャラクター
のんちゃん - 2012年（平成24年）に誕生した大船観音のゆるキャラ。

## その他
NHKとtvkの大船観音中継局は、大船観音寺境内地内（ましてや観音像の頭上）に設置されているのではなく、道路を挟んだ南側の別の山の上に設置されている。